# 俏江南
俏江南股份有限公司，簡稱俏江南，是在2000年由張蘭創立，主要業務為高檔餐飲銷售，包括俏江南品牌餐厅、兰（LAN Club）和SUBU等。
俏江南原本2010年10月申請在深圳證券交易所中小板上市，但因對衛生問題加上成本效益存在問題等多項原因而取消有關計劃。2014年4月底，CVC宣布已完成对俏江南控股权的收购，该公司在俏江南持股比例已达82.7%。不過CVC為了收購俏江南，向6家外资银行贷款1.42亿美元，結果俏江南业绩不振，CVC也无法还贷。CVC指控支付给俏江南的资金去向不明。2015年3月20日，因張蘭與CVC捲入仲裁案，香港高等法院下令凍結張蘭資產。2015年6月，银行委托保华公司接管了俏江南。2019年4月，张兰在仲裁官司中败诉，被判决支付CVC基金1.42亿美元及其利息。